# Tunisko na Letních olympijských hrách 1964
Tunisko se účastnilo Letní olympiády 1964 v japonském Tokiu. Zastupovalo ho 9 mužů ve 3 sportech.

## Medailisté
| Medaile | Jméno             | Sport    | Soutěž                         |
| ------- | ----------------- | -------- | ------------------------------ |
| Stříbro | Mohammed Gammoudi | Atletika | Muži běh na 10 000 m           |
| Bronz   | Habib Galhia      | Box      | Muži velterová váha do 63,5 kg |